# Сексьйон Палуаз (регбійний клуб)
Сексьон Палуаз (фр. Section Paloise) або просто По (фр. Pau) — французький регбійний клуб, який виступає у вищому дивізіоні національного чемпіонату. Команда розташовується в місті По (департамент Атлантичні Піренеї) та проводить домашні матчі на арені Стад дю Амо, здатному вмістити 18 тисяч глядачів. Колектив входить в структуру великого клубу Сексьон Палуаз, що включає, крім регбі, підрозділи: дзюдо, джіу-джитсу, боксу, фехтування, карате, кендо, настільного тенісу, пелоту.
Палуаз є триразовим чемпіоном Франції з регбі (1928, 1946, 1964). У сезоні 1999/2000 року французам підкорився Європейський кубок з регбі. За підсумками сезону 2005/2006 року команда покинула вищий дивізіон і до сезону 2014/2015 виступала в Про Д2, доки не виграла першість і повернулась у Топ-14.

## Історія

### Створення клубу та перший титул чемпіона
Клуб був заснований в 1902 році під назвою Сексьон Палуаз де ла Ліг жирондін (фр. Section paloise de la ligue girondine). Нинішню коротку назву було затверджена в 1905 році. Команда дебютувала в першому дивізіоні в 1911 році, а в 1912 кольори команди — чорний і синій — було замінено на зелений та білий. Тоді ж гравцем та тренером клубу був валлієць Том Поттер, який залишався на своєму посту до початку Першої світової війни. За час тривання Першої світової війни загинуло близько сорока співробітників і гравців клубу. У 1928 році Палуаз вперше став чемпіоном. У тому ж сезоні команда стала першою у своїй групі з п'яти команд, що дозволило їй безпосередньо вийти в чвертьфінал. Там По зіграли проти трьох клубів: Стад Франсе, Перпіньян та Ліона. В півфіналі був обіграний минулорічний переможець Тулуза, а в фіналі — Кіян. Після цього команда довгий час не вигравала ніяких титулів, але в 1939 році їй вперше вдалось стати чемпіоном Шаленж Ів дю Мануар, обігравши в фіналі збірну Тулон з рахунком 5:0.
|                                             |
| Сексьйон Палуаз в 1914 році на Ів дю Мануар |

|                        |
| Том Поттер у 1913 році |

|                                        |
| Команда в 1921 році на стадіоні Бержер |

|                                  |
| 1922 рік, матч проти Стад Франсе |

### Воєнні та післявоєнні роки (1940—1964)
Під час Другої світової війни і що за тим йшло — окупації Франції, не розігрувався національний чемпіонат. Однак уже в першому повоєнному розіграші Сексьйон Палуаз став чемпіоном. Під час проведення регулярного чемпіонату були обіграні такі клуби, як Тулуза і Ажен, в чвертьфіналі збірна По знову обіграла збірну з Тулузи. У півфіналі з рахунком 6:3 було виграно матч проти Перпіньян, а в фіналі з рахунком 11:0 — програла команда Лурд. На той момент По виграли 12 матчів поспіль. Спортивна преса відзначала, що тренери та президент Сексьйон Палуаз зібрали чудову команду, хоча і без славних гравців, проте в хорошій формі.
У 1952 році клуб знову завоював Шаленж Ів дю Мануар. У 1959 році до команди приєднався колишній гравець Рейсінг 92, гравець збірної Франції — Франсуа Монкла, який через рік став капітаном національної команди. Після цього, в 1964 році, команда по раз третій і останній стала чемпіоном франції, вигравши у Безьє Еро з рахунком 14:0, хоча ця перемога далася їм зовсім нелегко. Протягом всього сезону команда то вигравала, то знову програвала. По вдалось потрапити в плей-офф тільки в останньому матчі. До матчів плей-оф гравці зуміли набрати форму і таки обіграли команди: Брів, Шалон, Авірон Байонне, Нарбонн і Безьє Еро.

### Епоха Робера Папаремборда
У наступних сезонах команда не домоглася серйозних успіхів, тому Франсуа Монкла завершив кар'єру в сезоні 1966/1967 року. У 1968 році в клубі змінилося керівництво. Тоді ж свій перший матч розіграв Робер Папаремборд, який під час зустрічі грав на позиції центрового, хоча згодом він прославився як один з найкращих стовпів. У чемпіонаті команда не змогла завоювати титул; в 1970 році команда не вийшла у півфінал, а в 1974-му програла в півфіналі. Сезон 1977/1978 року По довелось грати у другому дивізіоні, так званому Про Д2, за результатами якого їм вдалось повернутись в еліту. В кінці 1980-х років команда перебувала в складному фінансовому становищі, провівши ще два сезони в другому дивізіоні.

### Повернення у вищий дивізіон (1990—2006)
У 1990 році клуб переїхав зі свого старого стадіону Стад де ла Круа дю Пренс на новий Стад дю Амо. Це частково вирішило фінансові проблеми клубу, так як старий стадіон був проданий муніципалітету Франції. Початок 1990-х років був ознаменований відродженням клубу. У 1991 році команда зуміла залишитися у вищому дивізіоні, кількість команд у якому неухильно скорочувалася і в сезоні 1992/1993 року їх залишилося лише 32.
У 1995 році кількість команд знову скоротилась і По були змушені взяти участь у Кубку Андре Мога, щоб зберегти право виступати у вищому дивізіоні. У 1996 році клуб вийшов у фінал Шаленж Ів дю Мануар і в півфінал плей-офф, проте обидва рази програв збірній Брів.
Нарешті, у 1997 році Сексьйон Палуаз вдалося виграти Шаленж Ів дю Мануар, обігравши в фіналі Бургуен-Жальє. У наступному році вони дійшли до півфіналу Кубка Хайнекен, де програли майбутньому володарю трофею — команді Бат. У 2000 році в фіналі Європейського кубку з регбі з рахунком 34:21 був обіграний Кастр і Палуаз вперше став володарем континентального трофею.
Наступні сезони не виправдали надій тренерів. Команда здебільшого знаходилась у нижній частині таблиці, хоча і утримувалась в еліті французького регбі, незважаючи на те, що учасників знову поменшало. За підсумками сезону 2004/2005 року команда стала однією з найгірших у лізі й повинна була провести матч за право залишитися у вищому дивізіоні. Тоді гравцям По пощастило і вони зуміли виграли матч проти у Орійяк. У тому ж році клуб знову дійшов до фіналу Європейського кубку з регбі, але на цей раз програв з Сейл Шаркс. Після цього збірній вдалось посісти передостаннє місце в новоствореному скороченому національному чемпіонаті Франції, знаному як Топ 14. Протягом 2000-х років Палуаз показали себе командою, яка вкрай успішно тренує першокласних регбістів, таких як Лайонель Боксіс, Ніколя Бруск, Іманоль Арінордокі, Дам'ян Трайл та Філіпп Бернат-Саль, які стали важливими гравцями національної збірної.

### Наші дні (2006-)
У наступні роки команда залишалася у другому за значущістю дивізіоні, але кілька разів була близька до повернення в еліту. Так, у сезоні 2011/2012 року вони посіли друге місце в регулярному чемпіонаті, причому команда встановила рекорд (вони не програли на своєму полі 34 гри поспіль). По навіть зуміли дійшти до фіналу, де програли Стад Монтуа. У сезоні 2012/2013 року клуб знову дійшов до фіналу, але на цей раз програв дружині Брів.
У наступному році команда покинула плей-офф на стадії півфіналу, після чого керівництво вирішило запросити на пост головного тренера новозеландця Саймона Меннікс, який почав прищеплювати команді більш жорстку дисципліну і новозеландські манери гри. 11 квітня 2015 року Палуаз став чемпіоном, за 4 тури до кінця турніру обігравши Монтобан з рахунком 31:5, що перенесло їх просто в Топ 14.

## Імідж клубу

### Кольори
З 1912 року офіційними барвами Сексьйон Палуаз є зелений та білий, хоча на початку вони грали в синьо-чорних формах. Вважається, що зелений колір є ознакою надії клубу, а білий — це сніг Піреней. Як правило, команда розігрує домашні матчі в зелених футболках, а всі інші в білих. Протягом кількох років під час виїзних матчів гравці грали в чорно-зелених футболках.

### Емблема
На емблемі клубу можна побачити гору Міді-д'Осо в барвах клубу, яка є символом Беарна. Другий варіант емблеми було затверджено у 1998 році, коли команда отримала професійний статус. Остання версія емблеми почала використовуватися з сезону 2012/2013 року. Емблема має світліші кольори, а зверху видніє напис Берн Піренеї (фр. Béarn Pyrénées), який показує регіональне походження команди.

### Гімн та талісман
З 2012 року офіційним гімном клубу є Honhada написаний Дідьє Фуа і виконуваний уболівальниками на початку кожного матчу.
Талісман клубу — ведмідь на ім'я Берні фр. Bearnie . Ім'я його одночасно відсилає і до англійського слова ведмідь (англ. bear) і до назви регіону, де розташовується команда.

## Останні 20 сезонів клубу
| Сезон     | Змагання | Кількість команд | Дивізіон | Місце | Плей-офф     | Титул               |
| --------- | -------- | ---------------- | -------- | ----- | ------------ | ------------------- |
| 2015—2016 | Топ 14   | 14               | Перший   | -     | -            | -                   |
| 2014—2015 | Про Д2   | 16               | Другий   | 1     | -            | Чемпіони Про Д2     |
| 2013—2014 | Про Д2   | 16               | Другий   | 4     | Півфінал     | -                   |
| 2012-2013 | Про Д2   | 16               | Другий   | 3     | Фінал        | -                   |
| 2011—2012 | Про Д2   | 16               | Другий   | 2     | Фінал        | -                   |
| 2010—2011 | Про Д2   | 16               | Другий   | 9     | -            | -                   |
| 2009—2010 | Про Д2   | 16               | Другий   | 5     | Півфінал     | -                   |
| 2008—2009 | Про Д2   | 16               | Другий   | 8     | -            | -                   |
| 2007-2008 | Про Д2   | 16               | Другий   | 10    | -            | -                   |
| 2006—2007 | Про Д2   | 16               | Другий   | 8     | -            | -                   |
| 2005—2006 | Топ 14   | 14               | Перший   | 13    | Понизення    | -                   |
| 2004—2005 | Топ 16   | 16               | Перший   | 13    | Дод. матч    | -                   |
| 2003—2004 | Топ 16   | 8                | Перший   | 6     | -            | -                   |
| 2002—2003 | Топ 16   | 8                | Перший   | 4     | Кваліфікація | -                   |
| 2001—2002 | Топ 16   | 8                | Перший   | 6     | -            | -                   |
| 2000—2001 | Про Д1   | 10               | Перший   | 8     | -            | -                   |
| 1999—2000 | Про Д1   | 12               | Перший   | 2     | Півфінал     | Кубок з регбі       |
| 1998—1999 | Про Д1   | 8                | Перший   | 3     | Кваліфікація | -                   |
| 1997—1998 | Про Д1   | 10               | Перший   | 5     | -            | -                   |
| 1996—1997 | Про Д1   | 10               | Перший   | 4     | Чвертьфінал  | Шаленж Ів дю Мануар |
| 1995—1996 | Про Д1   | 10               | Перший   | 6     | Півфінал     | -                   |

Джерела
- Статистика Топ 14 і Про Д2 до сезону 2009/2010 RUGBY TOP 14 : CLASSEMENT (фр.). lnr.fr. Архів оригіналу за 4 травня 2017. Процитовано 6 декабря 2015. и RUGBY PRO D2 : CLASSEMENT (фр.). lnr.fr. Архів оригіналу за 7 грудня 2016. Процитовано 6 декабря 2015.
- Більш ранішня статистика Les clubs participants au championnat de D1 depuis 30 ans (фр.). spiritrugby.com. Архів оригіналу за 8 грудня 2015. Процитовано 6 декабря 2015. и Rugby - Pro D2 : présentation et palmarès (фр.). les-sports.info. Архів оригіналу за 20 червня 2017. Процитовано 6 декабря 2015.

## Досягнення
Топ 14
- Чемпіон: 1928, 1946, 1964

Про Д2
- Переможець: 2015
- Фіналіст: 2012, 2013

Кубок Хайнекен
- Півфіналіст: 1998

Європейський кубок з регбі
- Переможець: 2000
- Фіналіст: 2005

Шаленж Ів дю Мануар
- Переможець: 1939, 1952, 1997
- Фіналіст: 1953, 1959, 1962, 1964, 1996

Кубок Франції
- Фіналіст: 1946

Кубок Андре Мога
- Фіналіст: 1995

Шаленж Антуан Бегер
- Фіналіст: 19

## Фінальні матчі

### Чемпіонат Франції
| Дата            | Чемпіон         | Фіналіст  | Рахунок | Стадіон                       | Вболівальники |
| 6 травня 1928   | Сексьйон Палуаз | Кіян      | 6:4     | Стад де Пон Жюмо, Тулуза      | 20 000        |
| 24 березня 1946 | Сексьйон Палуаз | Лурд      | 11:0    | Стад де Пон Жюмо, Тулуза      | 30 000        |
| 24 травня 1964  | Сексьйон Палуаз | Безьє Еро | 14:0    | Муніципальний стадіон, Тулуза | 27 797        |

### Шаленж Ів дю Мануар
| Дата           | Переможець      | Фіналіст        | Рахунок          | Стадіон               | Вболівальники |
| 13 грудня 1939 | Сексьйон Палуаз | Тулон           | 5:0              | Шабан-Дельмас», Бордо |               |
| 1946           | Тулуза          | Сексьйон Палуаз | 6:3              |                       |               |
| 1952           | Сексьйон Палуаз | Рейсінг         | переможець групи |                       |               |
| 1953           | Лурд            | Сексьйон Палуаз | 8:0              |                       |               |
| 6 червня 1959  | Дакс            | Сексьйон Палуаз | 12:8             | Парк де Пренс, Париж  |               |
| 2 червня 1962  | Стад Монтуа     | Сексьйон Палуаз | 14:9             | Парк де Пренс, Париж  |               |
| 1964           | Безьє Еро       | Сексьйон Палуаз | 6:3              |                       |               |
| 27 січня 1996  | Брів            | Сексьйон Палуаз | 12:6             | Стад Шарлеті, Париж   | 11 500        |
| 26 квітня 1997 | Сексьйон Палуаз | Бургуен-Жальє   | 13:11            | Стад де Кост'єр, Нім  | 15 732        |

### Кубок з регбі
| Дата           | Переможець      | Фіналіст        | Рахунок | Стадіон                    | Вболівальники |
| 27 травня 2000 | Сексьйон Палуаз | Кастр           | 34:21   | Стад Ернест-Валлон, Тулуза | 6000          |
| 21 травня 2005 | Сейл Шаркс      | Сексьйон Палуаз | 27:3    | Кассам Стедіум, Оксфорд    | 7230          |

## Сезон 2016/17 Топ 14
| \| \| 2016–17 Топ 14 таблиця \| watch · edit · discuss \| |                        |                        |          |       |         |         |            |                     |          |             |                |                 |      |
| | Клуб                   | Розіграних             | Виграних | Нічия | Програш | Бали за | Бали проти | Різниця балів Diff. | Проби за | Проби проти | Здобуті бонуси | Втрачені бонуси | Бали |
| 1 | Атлантик Стад Рошель   | 17                     | 10       | 3     | 4       | 439     | 313        | +126                | 42       | 24          | 5              | 3               | 54   |
| 2 | АСМ Клермон Овернь     | 17                     | 10       | 3     | 4       | 497     | 351        | +146                | 52       | 36          | 5              | 2               | 53   |
| 3 | Монпельє Еро           | 17                     | 10       | 0     | 7       | 434     | 378        | +56                 | 38       | 33          | 3              | 3               | 46   |
| 4 | Кастр                  | 17                     | 9        | 1     | 7       | 438     | 347        | +91                 | 42       | 27          | 3              | 2               | 43   |
| 5 | Тулон                  | 17                     | 8        | 1     | 8       | 408     | 363        | +45                 | 37       | 35          | 4              | 4               | 42   |
| 6 | Тулуза                 | 17                     | 9        | 0     | 8       | 348     | 333        | +15                 | 32       | 24          | 2              | 4               | 42   |
| 7 | Бордо-Бегль            | 17                     | 8        | 1     | 8       | 397     | 388        | +9                  | 33       | 34          | 1              | 4               | 39   |
| 8 | Сексьйон Палуаз        | 16                     | 8        | 0     | 8       | 366     | 395        | –29                 | 35       | 36          | 1              | 4               | 37   |
| 9 | Брів Коррез            | 17                     | 8        | 1     | 8       | 366     | 414        | -48                 | 24       | 37          | 0              | 2               | 36   |
| 10 | Рейсінг                | 16                     | 8        | 1     | 7       | 350     | 349        | –1                  | 34       | 30          | 2              | 0               | 36   |
| 11 | Стад Франсе            | 17                     | 7        | 1     | 9       | 397     | 431        | –34                 | 38       | 39          | 2              | 2               | 34   |
| 12 | Ліон                   | 16                     | 6        | 2     | 8       | 325     | 361        | –36                 | 24       | 26          | 2              | 3               | 33   |
| 13 | Гренобль               | 16                     | 4        | 0     | 13      | 392     | 537        | –145                | 37       | 49          | 1              | 6               | 23   |
| 14 | Авірон Байонне         | 16                     | 4        | 2     | 10      | 256     | 453        | –197                | 18       | 47          | 0              | 0               | 16   |
| Якщо команди знаходяться на одному рівні в таблиці на будь-якому етапі, будуть застосовані тайбрейкі в наступному порядку: 1. Класифікація в попередньому сезоні Топ 14 |                        |                        |          |       |         |         |            |                     |          |             |                |                 |      |
| Зелений фон (1 та 2 рядки) отримують пів-фінальні плей-офф місця і візьмуть участь у 2017-18 Європейському кубкові чемпіонів з регбі. Голубий фон (рядки від 3 до 6) здобудуть чвертьфінальні плей-офф місця і візьмуть участь у Кубку чемпіонів. Жовтий фон (7 рядок) авансують до плей-офф щоб отримати шанс позмагатись в Кубку чемпіонів. Білий фон вказує на команди, які здобули місце в Кубку Європи з регбі. Червоний фон (13 і 14 рядки) — команди будуть перенесені до Регбі Про Д2. Фінальна таблиця |                        |                        |          |       |         |         |            |                     |          |             |                |                 |      |
| | 2016–17 Топ 14 таблиця | watch · edit · discuss |          |       |         |         |            |                     |          |             |                |                 |      |

## Власність клубу та фінанси

### Стадіони
Перші роки команда провела на полі на лівому березі річки Гав-де-По, але вже в 1910 році переїхала на стадіон Стад де ла Круа дю Пренс, на якому і грала до 1990 року. У 1913 і 1952 роках стадіон реконструювали, щоб він зміг вміщати більше глядачів. Однак, так як до кінця століття Стад де ла Круа дю Пренс вичерпав всі можливості для розширення і поліпшення, в 1990 році команда переїхала на новий стадіон Стад дю Амо, який незадовго до цього був реконструйований і вміщував 13 000 глядачів. На стадіоні також грає футбольний клуб По, проте починаючи з сезону 2016/2017 на ньому будуть проводитись лише матчі команди Сексьйон Палуаз. До кінця 2016 року планують значно збільшити кількість сидячих місць — з наявних 7 000 до 13 000. У той же час молодіжні команди клубу продовжують грати на Стад де ла Круа дю Пренс.
|                          |
| Стад де ла Круа дю Пренс |

|             |
| Стад дю Амо |

### Навчальний заклад
Сексьйон Палуаз — один з 32 клубів, на базі якого за підтримки Міністерства молодіжної політики і спорту Франції та Французької федерації регбі був створений регбійний навчальний заклад. Заклад відкрився в сезоні 2014/2015 і на самому початку в ньому навчатися 24 гравця, 14 з яких раніше виступали за молодіжний склад, а ще 10 чоловік грали за першу команду Палуаз. Завданням навчального закладу є підготовка гравців з регбі і уформування їх в обстановці професійного спорту, а також забезпечення звичайною освітою.

### Жіноча команда
Починаючи з сезону 2015/2016 в структуру Сексьйон Палуаз входить жіночий регбійний клуб Лон, який в 2012 році став чемпіоном Франції. У той же час в клубі створена була самостійна секція жіночого регбі, яка об'єднала кілька місцевих команд.

### Бюджет
Починаючи з сезону 2012/13 бюджет клубу суттєво збільшився завдяки спонсорству французького нафтового гіганта Тотал. Однією з умов спонсорського контракту був вихід команди протягом 3 сезонів в Топ 14, чого команда добилася за результатами сезону 2014/2015 року. Крім Тотал спонсорами клубу є Ер Франс, Орендж та деякі місцеві підприємства. Починаючи з сезону 2012/2013 технічним спонсором клубу є італійська компанія Макрон.
| Сезон                | 2009/2010    | 2010/11      | 2011/2012    | 2012/13      | 2013/2014    | 2014/15      | 2015/2016     |
| Розрахунковий бюджет | 6,5 млн євро | 6,5 млн євро | 6,6 млн євро | 8,6 млн євро | 8,8 млн євро | 9,7 млн євро | 15,0 млн євро |
| Зміни                |              | ▬            | ▲1,1 %       | ▲30,8 %      | ▲2,3 %       | ▲9,4 %       | ▲55 %         |

## Суперництво з іншими клубами
У південно-західній частині Франції знаходиться чимала кількість регбійних клубів, через що у Сексьон Палуаз є декілька принципових суперників. Раніше, одним з найбільш серйозних ворогів клубу була команда Олорон. Тому, 14 вересня 1980 роки після перемоги Сексьйон над збірною Олорон з рахунком 19:9, вболівальники обох команд вибігли на поле і почали битися. Бійка продовжилася і за межами стадіону.
Інші принципові суперники це: Лурд, Баньєр Еро і Тарб. Ці протистояння також пов'язані з географічною близькістю міст, в яких базуються команди. Матчі з Тарб називаються уболівальниками та ЗМІ «піренейським дербі». Принциповими суперниками По також є Ажен та Атлантик Стад Рошель, але в цих випадках причини швидше спортивні, ніж географічні.

## Знамениті гравці

### Французькі гравці
| - Лайонель Боксіс - Давід Окагне - Філіпп Бернат-Саль - Паскаль Боматі - Себастьєн Бруно - Ніколя Бруск - Іманоль Арінордокі | - Дам'ян Трайл - Лоран Кабан - Жан Капдузе - Філіпп Карбону - Жан-Шарль Кістак - Крістьян Лабіт - Крістоф Лусьюк | - Робер Папаремборд - Жан-Батіст Пера-Лустале - Патрік Табакко - Фернан Тайонту - Франк Турне - Олів'є Суржен - Жан-Марк Сувербі |

### Міжнародні гравці
| - Майк Бурак - Аль Чаррон - Раєн Сміт - Джуліан Думітраж - Сорін Соколь - Марюс Тінку |